# Dacus
Dacus a fost primul rege în Dacia, însă izvoarele antice îl prezintă eronat ca fiind got sau danez.  Totuși menționarea sa de către aceste izvoare este un lucru extrem de important. Heinrich Pantaleonis a făcut o compilație a acestor izvoare pe care a publicat-o în "Cartea eroilor națiunii germane" (1562).

## Legenda
Danus numit și Dacus de catre protocroniști, este un personaj mitologic, al treilea tovarăș al lui Tuiscon era înzestrat cu mare seriozitate și pricepere.  Tuiscon l-a așezat în calitate de duce să stăpânească țara de dincoace și de dincolo de Istru, de asemenea spre miază-noapte, până în Sarmația și spre miază-zi, până la Dunăre.  După aceasta a condus un mare popor, al danilor, până către marea germană (Marea Baltică) și până către popoarele de miază-noapte și cele de pe insule.  După părerea unora, afirmația anterioară însemnă că Danus a constituit pe denmarci sau danezi.  Țara aceasta o stăpânește și în ziua de azi regele Danemarcei, având un mare renume între ducii germani.  
Confuzia, voită sau nu, a autorilor medievali între Dania(Danemarca) și Dacia, respectiv dani și daci, a dus la multe speculații în rândul așazișilor dacomani.